# Kurd Kisshauer
Kurd Kisshauer (* 29. Dezember 1886 in Berlin; † 14. November 1958 in Frankfurt am Main) war ein deutscher Astronom. Während der Zeit des Nationalsozialismus arbeitete er als Referent im Amt Rosenberg.

## Leben

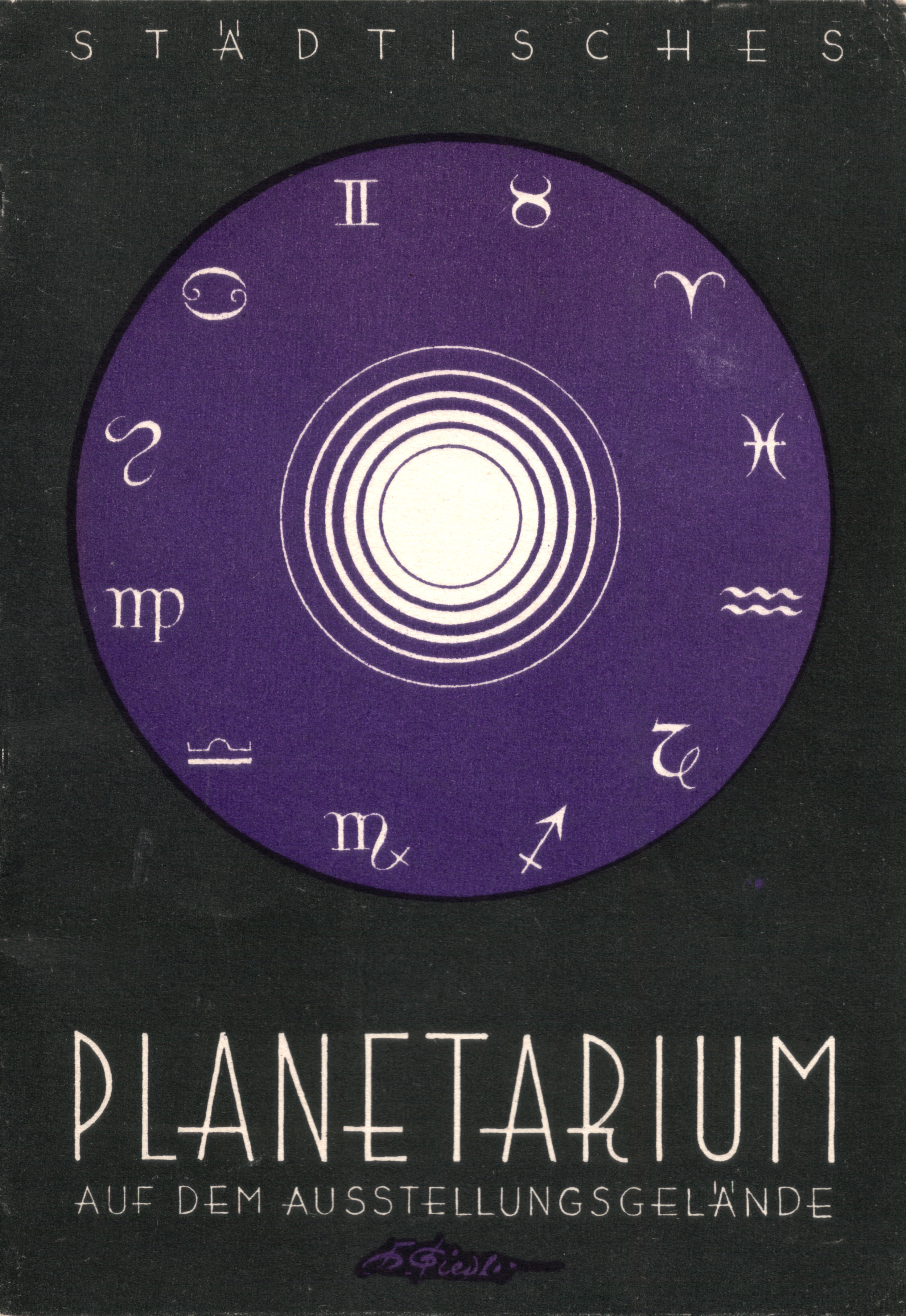
Buchtitel zum Städtischen Planetarium Dresden (Grafik: Kurt Fiedler)

Kisshauer wurde als Sohn eines Handelsmanns in der Neuen Friedrichstraße 5–8 geboren.
Als Amateurastronom machte er sich mit seinen Artikeln für Fachzeitschriften wie Sirius und Der Straßenastronom, die auch im Astronomischen Jahresbericht zitiert wurden, einen Namen. Die Familie von Bülow beauftragte ihn, einen Käufer für die 1914 geschlossene Sternwarte Bothkamp zu suchen, nachdem die Familie vom Schenkungsvertrag aus dem Jahre 1919 mit der Sternwarte Kiel zurückgetreten war. Zu dieser Zeit leitete er die Ortsgruppe Berlin der Ingedelia – Internationale Gesellschaft der Liebhaberastronomen unter Hans-Hermann Kritzinger, letzter Astronom auf Bothkamp. Kisshauer verfolgte diese Verkaufspläne bis etwa 1922, als ihn Ernst II. von Sachsen-Altenburg schon auf Jagdschloss Fröhliche Wiederkunft nach Wolfersdorf geholt hatte, wo der Herzog nach seinem Abdanken von 1918 eine moderne Sternwarte einrichtete. Der Verkauf der Bothkamper Utensilien misslang und sie gingen 1930 in den Besitz des Museums Kiel über. Kisshauer übergab die von ihm angefertigten Zeichnungen des Bothkamper Spektrographen an das Deutsche Museum. Schon in frühen Jahren stand er nationalkonservativen Kreisen nahe, so publizierte er in den Jungdeutschen Stimmen, dem Organ des Jungdeutschen Bundes.
Von Wolfersdorf wechselte Kisshauer in das nahe Jena, wo er für die Firma Carl Zeiss arbeitete und zu den Zeiss-Planetarien publizierte, darunter beim hiesigen Urania Verlag und in der Zeitschrift Die Himmelswelt. Mit seiner Frau stand er auch in Verbindung zu Elisabeth Förster-Nietzsche.
Kisshauer hatte promoviert (Dr. rer. pol.) und war Mitglied der Astronomischen Gesellschaft. 1926 gründete er als Direktor und wissenschaftlicher Leiter das Städtische Planetarium Dresden. Kisshauer war hier Wissenschaftler, Techniker, Lehrer und Unterhalter in einem. Engagiert bemühte er sich um die Popularisierung der Astronomie. Neben seinen Schriften trat er wiederholt im Rundfunk auf. In seinem Buch Der Sternhimmel im Feldglas bezog er sich auf Adolph Diesterweg und schrieb: „Die Astronomie ist eine erhabene, weil erhebende Wissenschaft; deshalb sollte sie keinem Menschen vorenthalten bleiben.“ Das Dresdner Planetarium stieß anfangs auf großes Interesse, musste wegen fehlender Besucher im Zusammenhang mit der Weltwirtschaftskrise jedoch nach wenigen Jahren wieder geschlossen werden und wurde später als Veranstaltungsgebäude umgewidmet.
In Berlin wohnte Kisshauer in der Großsiedlung Siemensstadt. Er verfasste mehrere kritische Schriften zur Astrologie. Zum 1. März 1932 trat er der NSDAP bei (Mitgliedsnummer 1.011.832). Als Referent im Amt Rosenberg wurde er in naziinterne Konflikte zu diesem Thema hineingezogen. Im Zentralorgan des NS-Studentenbundes Nationalsozialistische Monatshefte vom April 1938 stellte er sie als orientalisch und volksschädlich dar, was wiederum der Völkische Beobachter zitierte. 1941 beteiligte er sich nach der „Heß-Affäre“ an der Absetzung von Karl Heinz Hederichs von der Parteiamtlichen Prüfungskommission zum Schutze des nationalsozialistischen Schrifttums. Alfred Rosenberg setzte Kisshauer im Krieg dazu ein, Astrologen wie Karl Ernst Krafft zur Anfertigung von Horoskopen für die psychologische Kriegsführung zu zwingen. Noch 1944 veranlasste er die Besetzung von Lehrstühlen der Theoretischen Physik mit Gegnern von Einsteins Relativitätstheorie.
Nach dem Krieg hielt Kisshauer wieder Vorträge zur Astronomie, z. B. vor der Senckenbergischen Naturforschenden Gesellschaft und im Südwestfunk. Kisshauer war Mitglied der DEGESA – Deutsche Gesellschaft Schutz vor Aberglauben e. V., wo er seinen Kampf gegen die Parapsychologie fortsetzte.

## Veröffentlichungen
- Städtisches Planetarium auf dem Ausstellungsgelände. Dr. Güntz’sche Stiftung, Dresden 1927.
- Der Sternenhimmel im Feldglas. Hesse & Becker, Leipzig 1928.
- Horoskop und Familie. In: Praktikum für Familienforscher, H. 22, Degener & Co., Leipzig 1932.
- Sternenlauf und Lebensweg: Betrachtungen über Astrologie. Reclam, Leipzig 1935 und 1941